# Bordești
Bordești es una comuna ubicada en el distrito de Vrancea, Rumania.

## Superficie
Posee una superficie de 16,63 kilómetros cuadrados.

## Demografía
Hasta 2021 la población era de 1584 habitantes, con una densidad de población de 95,25 habitantes por kilómetro cuadrado.